# Malaconotus
Genre
Malaconotus est un genre de passereaux de la famille des Malaconotidae. Il regroupe six espèces de gladiateurs.

## Répartition
Ce genre vit à l'état naturel en Afrique subsaharienne,,,,,.

## Liste alphabétique des espèces
Selon la classification de référence du Congrès ornithologique international (version 8.2, 2018) :
- Malaconotus alius Friedmann, 1927 — Gladiateur à tête noire, Gladiateur des Uluguru
- Malaconotus blanchoti Stephens, 1826 - Gladiateur de Blanchot, Pie-grièche de Blanchot, Pie-grièche verte à tête grise
  - Malaconotus blanchoti approximans (Cabanis, 1869)
  - Malaconotus blanchoti blanchoti Stephens, 1826
  - Malaconotus blanchoti catharoxanthus Neumann, 1899
  - Malaconotus blanchoti citrinipectus Meise, 1968
  - Malaconotus blanchoti extremus Clancey, 1957
  - Malaconotus blanchoti hypopyrrhus Hartlaub, 1844
  - Malaconotus blanchoti interpositus Hartert, 1911
- Malaconotus cruentus (Lesson, R, 1831) — Gladiateur ensanglanté, Pie-grièche verte à tache rose, Pie-grièche verte ensanglantée
- Malaconotus gladiator (Reichenow, 1892) — Gladiateur à poitrine verte
- Malaconotus lagdeni (Sharpe, 1884) — Gladiateur de Lagden, Pie-grièche verte de Lagden
  - Malaconotus lagdeni centralis Neumann, 1920
  - Malaconotus lagdeni lagdeni (Sharpe, 1884)
- Malaconotus monteiri (Sharpe, 1870) — Gladiateur de Monteiro
  - Malaconotus monteiri monteiri (Sharpe, 1870)
  - Malaconotus monteiri perspicillatus (Reichenow, 1894)